# Thibault Ban
Thibault Ban (ur. 13 sierpnia 1996 w Jamusukro) – środkowoafrykański piłkarz grający na pozycji prawego obrońcy. Jest wychowankiem klubu ASDR Fatima.

## Kariera klubowa
Swoją karierę Ban rozpoczął w klubie ASDR Fatima. W sezonie 2017/2018 zadebiutował w jego barwach w pierwszej lidze środkowoafrykańskiej. W debiutanckim sezonie zdobył z nim Puchar Republiki Środkowoafrykańskiej.

## Kariera reprezentacyjna
W reprezentacji Republiki Środkowoafrykańskiej Ban zadebiutował 16 października 2018 roku w zremisowanym 0:0 meczu kwalifikacji do Pucharu Narodów Afryki 2019 z Wybrzeżem Kości Słoniowej.